# Pí (betű)
A pí (Π π) a görög ábécé tizenhatodik betűje, a p betű és hang.

## A π betűhöz kapcsolódó fogalmak
- Pi (szám)
- A szorzássorozat jele a nagy pí betűből származik: {\displaystyle \prod _{i=m}^{n}x_{i}=x_{m}\cdot x_{m+1}\cdot x_{m+2}\cdot \,\,\cdots \,\,\cdot x_{n-1}\cdot x_{n}.}

Arkhimédész a sokszögekből való közelítés módszerét használta a π értékének meghatározására